# Joanne Harris
Joanne Harris (3. srpnja 1964. Barnsley, Yorkshire), britanska je spisateljica.  Njena majka je Francuskinja, a otac Englez, što bio jedan od glavnih utjecaja za njene romane i priče.
Studirala je suvremene i srednjovjekovne jezike na Sveučilištu svete Katarine u Cambridgeu. Nakon mnogo junačkih neuspjeha u zanimanjima (rock glazbenica, cvjećarica, novinarka), podlegla je genetskom pritisku i postala nastavnica francuskog jezika u školi za dječake u Leedsu kroz dvanaest godina. Tamo je došla do zaključka da, ako može to podnijeti, može podnijeti bilo što. 

Njezin prvi roman, Zlo sjeme, objavljen je 1989. godine. Joanne strogo preporučuje da se ne čita. Sljedeći roman koji je uslijedio bio je Spavaj, blijeda sestro, koji je objavljen 1993. godine, kada je rodila svoju kćer Anouchku. 
Njen najpoznatiji roman ipak je Čokolada objavljen 1999. godine, po kojemu je i snimljen film s Juliette Binoche i Johnnyjem Deppom u glavnim ulogama. Nakon Čokolade, prestala je predavati i u potpunosti se posvetila pisanju. 
Njene knjige izdavane su u više od 40 zemalja diljem svijeta, a osvojila je mnoštvo britanskih i međunarodnih nagrada. 2004. godine bila je jedan od sudaca Whitbread nagrade za književnost, a u 2005. godini sudac Orange nagrade, također za književnost. 
Huddersfieldsko sveučilište dodijelilo joj je počasni doktorat, D.Litt (Doctor of Letters), 2003. godine, a 2004. godine i Sheffieldsko sveučilište. 

Svira bas-gitaru u rock skupini koja je prvotno osnovana kada je imala šesnaest godina. Također uči nordijski jezik i živi sa svojim mužem Kevinom i kćeri Anouchkom, oko 15 milja od mjesta gdje je rođena.

## Vanjske poveznice
- (hrv.) free-zg.t-com.hr/vjetrovito/joanneharris  Arhivirana inačica izvorne stranice od 19. svibnja 2008. (Wayback Machine)
- (engl.) www.joanne-harris.co.uk.